# Pedro de Castro y Nero
Pedro de Castro y Nero (Ampudia, 1541-Segovia, 28 de octubre de 1611) fue un eclesiástico español que ocupó los cargos de obispo de Lugo (1599-1603) y Segovia (1603-1611) y arzobispo de Valencia en 1611 como sucesor del patriarca Juan de Ribera, sin llegar a tomar posesión.

## Biografía
Nació en Ampudia (Palencia) en 1541 y fue hijo de Alonso de Castro y María Martínez. Estudió primero latinidad en Palencia, y más tarde en la Universidad de Alcalá de Henares cursó dialéctica, filosofía y teología, alcanzando el curato de Lanzahíta (Ávila). Se trasladó a la Universidad de Salamanca, siendo colegial de Cuenca, donde tuvo cátedra de arte.
Fue nombrado canónigo de la catedral de Ávila y después de la catedral de Toledo, cargo que ocupaba cuando en 1599 fue nombrado obispo de Lugo, de donde pasó al obispado de Segovia. Fue confesor de santa Teresa de Jesús, quedando constancia de ello en varias cartas cruzadas entre ellos. Vendió sus bienes de Oviedo y repartió lo recaudado entre los pobres, y tomó posesión de su nuevo cargo en Segovia el 26 de noviembre de 1603. Una semana después recibió en la diócesis a los príncipes de Saboya, a quienes acompañó en su visita a la ciudad. Celebró sínodo diocesano el 13 de noviembre de 1605, y falleció en la ciudad el 28 de octubre de 1611 a los 70 años de edad, siendo enterrado entre los dos coros de la catedral de Segovia.
| Predecesor: Lorenzo Asensio Otaduy Avendaño | Obispo de Lugo 1599-1603    | Sucesor: Juan García Valdemora  |
| Predecesor: Francisco Ribera Obando         | Obispo de Segovia 1603-1606 | Sucesor: Maximiliano de Austria |